# Maxwell C. Bailey

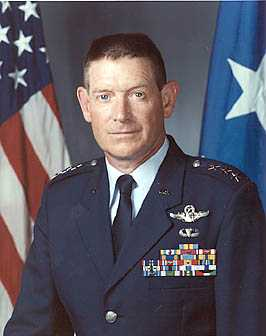
Maxwell C. Bailey

Maxwell C. Bailey (* 20. März 1947 in Paintsville, Kentucky) ist ein pensionierter Generalleutnant der United States Air Force. Er war unter anderem Kommandeur des Air Force Special Operations Command.

## Leben
Im Jahr 1969 absolvierte Maxwell Bailey die United States Air Force Academy in Colorado Springs. Nach seiner Graduation wurde er als Leutnant in das Offizierskorps der Air Force aufgenommen. In der Folge durchlief er alle Offiziersgrade vom Leutnant bis zum Drei-Sterne-General.
Im Lauf seiner militärischen Karriere absolvierte er verschiedene Kurse und Schulungen. Dazu gehörten unter anderem eine Ausbildung zum Fallschirmspringer und Kampfpiloten und weitere Fortbildungskurse als Pilot neuer Flugzeugtypen; die Squadron Officer School auf der Maxwell Air Force Base in Alabama; das Command and General Staff College der United States Army in Fort Leavenworth in Kansas und das Air War College das ebenfalls auf der Maxwell AFB angesiedelt ist.
In seinen frühen Jahren als Offizier der Luftwaffe war er an verschiedenen Stützpunkten in den Vereinigten Staaten stationiert. Dabei war er als Pilot, Flugausbilder oder Stabsoffizier bei unterschiedlichen Einheiten tätig. Dazwischen absolvierte er die erwähnten Schulungen. Als Stabsoffizier war er unter anderem im Hauptquartier der Air Force tätig.
Am 1. September 1993 erreichte Bailey mit seiner Beförderung zum Brigadegeneral die Generalsränge. Zu diesem Zeitpunkt war er auf dem Hurlburt Field in Florida stationiert, wo er bereits seit Juni 1993 das 16. Sondergeschwader (16th Special Operations Wing) kommandierte. Dieses Amt bekleidete er bis zum Juni 1995. Daran schloss sich eine Versetzung zum Fort Bragg an. Dort war Bailey zwischen Juni 1995 und Februar 1997 stellvertretender Kommandeur des United States Joint Special Operations Command. 
Anschließend wurde er auf die MacDill Air Force Base in Florida versetzt, wo er zwischen Februar 1997 und September 1998 der Stabsabteilung für Operationen und Planungen des United States Special Operations Command angehörte. Als Nächstes erhielt er das Kommando über die 21. Luftflotte (Twenty First Air Force), die auf dem McGuire Field in New Jersey stationiert war. Diese Aufgabe nahm er zwischen Oktober 1998 und Juli 1999 wahr.
Danach kehrte Maxwell Bailey zum Hurlburt Field in Florida zurück, wo er am 5. August 1999 als Nachfolger von Charles R. Holland den Oberbefehl über das Air Force Special Operations Command übernahm. Dieses Kommando hatte er bis zum 15. Januar 2002 inne als Paul V. Hester seine Nachfolge antrat. Anschließend schied er aus dem aktiven Militärdienst aus.
Während seiner aktiven Zeit als Militärpilot absolvierte er über 5900 Flugstunden auf verschiedenen Flugzeugtypen.

## Beförderungen
| Abzeichen | Rang               | Jahr              |
| --------- | ------------------ | ----------------- |
|           | Second Lieutenant  | 4. Juni 1969      |
|           | First Lieutenant   | 1. Dezember 1970  |
|           | Captain            | 4. Juni 1972      |
|           | Major              | 1. Dezember 1981  |
|           | Lieutenant Colonel | 1. März 1985      |
|           | Colonel            | 1. September 1989 |
|           | Brigadier General  | 1. September 1993 |
|           | Major General      | 1. Juni 1997      |
|           | Lieutenant General | 1. November 1998  |

## Orden und Auszeichnungen
Maxwell Bailey erhielt im Lauf seiner militärischen Laufbahn unter anderem folgende Auszeichnungen:
- Defense Distinguished Service Medal
- Air Force Distinguished Service Medal
- Defense Superior Service Medal
- Legion of Merit
- Air Medal
- Aerial Achievement Medal
- Armed Forces Expeditionary Medal
- Kuwait Liberation Medal (Saudi-Arabien)
- Kuwait Liberation Medal (Kuwait)